# 圣普列斯特苏赛克斯
圣普列斯特-苏赛克斯（法語：Saint-Priest-sous-Aixe，法語發音：[sɛ̃ pʁijɛ(st) suz‿ɛks]，意为“艾克斯下方的圣普列斯特”）是法国新阿基坦大区上维埃纳省的一个市镇，属于利摩日区。

## 地理
圣普列斯特-苏赛克斯（45°49'2"N, 1°6'0"E）面积23.15 平方千米，位于法国新阿基坦大区上维埃纳省，该省份为法国中西部省份，北起顺时针与安德尔省、克勒兹省、科雷兹省、多爾多涅省、夏朗德省和维埃纳省接壤。
与圣普列斯特-苏赛克斯接壤的市镇（或旧市镇、城区）包括：维埃纳河畔艾克斯、科尼亚克拉福雷、圣伊里耶苏赛克斯、塞雷亚克、维埃纳河畔韦尔讷伊。
圣普列斯特-苏赛克斯的时区为UTC+01:00、UTC+02:00（夏令时）。

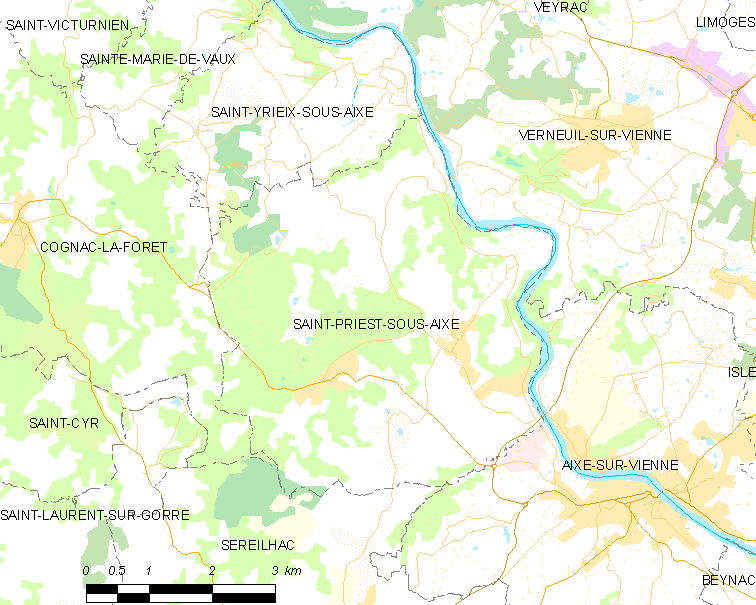
圣普列斯特-苏赛克斯的OSM定位图

## 行政
圣普列斯特-苏赛克斯的邮政编码为87700，INSEE市镇编码为87177。

## 政治
圣普列斯特-苏赛克斯所属的省级选区为维埃纳河畔艾克斯县。

## 人口

1962-2008年间圣普列斯特-苏赛克斯人口变化图示

圣普列斯特-苏赛克斯于2022年1月1日时的人口数量为1764人。